# Los Alamos
Los Alamos è una città della contea di Los Alamos nel Nuovo Messico, negli Stati Uniti. Qui è stata costruita la prima bomba atomica al mondo, che era l'obiettivo principale del Progetto Manhattan da parte del Los Alamos National Laboratory durante la seconda guerra mondiale. La città è situata su quattro mesa dell'altopiano di Pajarito e ha una popolazione di 13 179 abitanti. È il capoluogo della contea e uno dei due centri abitati della contea designati come census-designated place (CDP); l'altro è White Rock.

## Geografia fisica
Secondo lo United States Census Bureau, il CDP ha un'area totale di 11,1 mi² (28,75 km²), tutte occupate da terre.

## Società

### Evoluzione demografica
Secondo il censimento del 2018, la popolazione era di 12 019 abitanti.

### Etnie e minoranze straniere
Secondo il censimento del 2010, la composizione etnica del CDP era formata dall'85,9% di bianchi, lo 0,6% di afroamericani, lo 0,8% di nativi americani, il 7,2% di asiatici, lo 0,1% di oceaniani, il 2,5% di altre etnie, e il 2,9% di due o più etnie. Ispanici o latinos di qualunque etnia erano il 14,6% della popolazione.